# Primera División 1993/94
Die Primera División 1993/94 war die 63. Spielzeit der höchsten spanischen Fußballliga. Sie startete am 5. September 1993 und endete am 15. Mai 1994.
Titelverteidiger FC Barcelona wurde zum 14. Mal spanischer Meister. Zum dritten Mal in Folge übernahmen die Katalanen am letzten Spieltag die Tabellenführung.
Bis zum 37. Spieltag hatte Deportivo La Coruña 24 Wochen in Folge auf Platz 1 gelegen. Im Schlussendspurt leisteten sich die Galicier in den letzten vier Spielen drei torlose Remis und verpassten am Saisonende aufgrund des direkten Vergleichs den ersten Meistertitel.

## Vor der Saison
- Als Titelverteidiger ging der 13-malige Meister FC Barcelona ins Rennen. Letztjähriger Vizemeister wurde Real Madrid.
- Aufgestiegen aus der Segunda División sind UE Lleida, Real Valladolid und Racing Santander.

## Vereine
| Verein              | Stadt                  | Stadion                           |
| ------------------- | ---------------------- | --------------------------------- |
| Albacete Balompié   | Albacete               | Estadio Carlos Belmonte           |
| FC Barcelona        | Barcelona              | Camp Nou                          |
| Athletic Bilbao     | Bilbao                 | Estadio San Mamés                 |
| Sporting Gijón      | Gijón                  | El Molinón                        |
| Deportivo La Coruña | La Coruña              | Estadio Riazor                    |
| UE Lleida           | Lleida                 | Camp d’Esports                    |
| CD Logroñés         | Logroño                | Estadio Las Gaunas                |
| Real Madrid         | Madrid                 | Estadio Santiago Bernabéu         |
| Atlético Madrid     | Madrid                 | Estadio Vicente Calderón          |
| Rayo Vallecano      | Madrid                 | Nuevo Estadio de Vallecas         |
| Real Oviedo         | Oviedo                 | Estadio Carlos Tartiere           |
| CA Osasuna          | Pamplona               | Estadio El Sadar                  |
| Real Sociedad       | San Sebastián          | Estadio Anoeta                    |
| CD Teneriffa        | Santa Cruz de Tenerife | Estadio Heliodoro Rodríguez López |
| Racing Santander    | Santander              | Campos de Sport de El Sardinero   |
| Real Saragossa      | Saragossa              | La Romareda                       |
| FC Sevilla          | Sevilla                | Estadio Ramón Sánchez Pizjuán     |
| FC Valencia         | Valencia               | Estadio Luis Casanova             |
| Real Valladolid     | Valladolid             | Estadio José Zorrilla             |
| Celta Vigo          | Vigo                   | Estadio Balaídos                  |

## Abschlusstabelle
| Pl. | Verein               | Sp. | S  | U  | N  | Tore    | Diff. | Punkte |
| --- | -------------------- | --- | -- | -- | -- | ------- | ----- | ------ |
| 1.  | FC Barcelona (M)     | 38  | 25 | 6  | 7  | 091:420 | +49   | 56:20  |
| 2.  | Deportivo La Coruña  | 38  | 22 | 12 | 4  | 054:180 | +36   | 56:20  |
| 3.  | Real Saragossa       | 38  | 19 | 8  | 11 | 071:470 | +24   | 46:30  |
| 4.  | Real Madrid (P)      | 38  | 19 | 7  | 12 | 061:500 | +11   | 45:31  |
| 5.  | Athletic Bilbao      | 38  | 16 | 11 | 11 | 061:470 | +14   | 43:33  |
| 6.  | FC Sevilla           | 38  | 15 | 12 | 11 | 056:420 | +14   | 42:34  |
| 7.  | FC Valencia          | 38  | 14 | 12 | 12 | 055:500 | +5    | 40:36  |
| 8.  | Racing Santander (N) | 38  | 15 | 8  | 15 | 044:420 | +2    | 38:38  |
| 9.  | Real Oviedo          | 38  | 12 | 13 | 13 | 043:490 | −6    | 37:39  |
| 10. | CD Teneriffa         | 38  | 15 | 6  | 17 | 050:570 | −7    | 36:40  |
| 11. | Real Sociedad        | 38  | 12 | 12 | 14 | 039:470 | −8    | 36:40  |
| 12. | Atlético Madrid      | 38  | 13 | 9  | 16 | 054:540 | ±0    | 35:41  |
| 13. | Albacete Balompié    | 38  | 10 | 15 | 13 | 049:580 | −9    | 35:41  |
| 14. | Sporting Gijón       | 38  | 15 | 5  | 18 | 042:570 | −15   | 35:41  |
| 15. | Celta Vigo           | 38  | 11 | 11 | 16 | 041:510 | −10   | 33:43  |
| 16. | CD Logroñés          | 38  | 9  | 15 | 14 | 047:580 | −11   | 33:43  |
| 17. | Rayo Vallecano       | 38  | 9  | 13 | 16 | 040:580 | −18   | 31:45  |
| 18. | Real Valladolid (N)  | 38  | 8  | 14 | 16 | 028:510 | −23   | 30:46  |
| 19. | UE Lleida (N)        | 38  | 7  | 13 | 18 | 029:480 | −19   | 27:49  |
| 20. | CA Osasuna           | 38  | 8  | 10 | 20 | 034:630 | −29   | 26:50  |

Platzierungskriterien: 1. Punkte – 2. Direkter Vergleich (Punkte, Tordifferenz, geschossene Tore) – 3. Tordifferenz – 4. geschossene Tore

| (M) | amtierender Meister              |
| (P) | amtierender Pokalsieger          |
| (N) | Neuaufsteiger der letzten Saison |

## Kreuztabelle
| 1993/94             | FC Barcelona | Deportivo La Coruña | Real Saragossa | Real Madrid | Athletic Bilbao |     | FC Valencia | Racing Santander | Real Oviedo | CD Teneriffa | Real Sociedad | Atlético Madrid | Albacete Balompié | Sporting Gijón | Celta Vigo | CD Logroñés | Rayo Vallecano | Real Valladolid | UE Lleida | CA Osasuna |
| ------------------- | ------------ | ------------------- | -------------- | ----------- | --------------- | --- | ----------- | ---------------- | ----------- | ------------ | ------------- | --------------- | ----------------- | -------------- | ---------- | ----------- | -------------- | --------------- | --------- | ---------- |
| FC Barcelona        |              | 3:0                 | 4:1            | 5:0         | 2:3             | 5:2 | 3:1         | 2:1              | 1:0         | 2:1          | 3:0           | 5:3             | 2:1               | 4:0            | 1:0        | 2:2         | 1:0            | 3:0             | 0:1       | 8:1        |
| Deportivo La Coruña | 1:0          |                     | 1:1            | 4:0         | 4:1             | 2:0 | 0:0         | 1:0              | 4:0         | 2:0          | 0:1           | 2:1             | 5:1               | 2:1            | 0:0        | 3:0         | 0:0            | 0:0             | 2:0       | 3:1        |
| Real Saragossa      | 6:3          | 0:1                 |                | 4:1         | 1:0             | 1:2 | 1:0         | 2:0              | 2:1         | 6:2          | 3:0           | 2:1             | 1:1               | 3:0            | 4:1        | 1:1         | 4:1            | 2:0             | 1:1       | 2:1        |
| Real Madrid         | 0:1          | 2:0                 | 3:2            |             | 2:1             | 1:0 | 3:2         | 2:1              | 0:1         | 1:1          | 0:2           | 1:0             | 2:0               | 2:2            | 2:1        | 2:1         | 5:2            | 1:3             | 5:0       | 0:0        |
| Athletic Bilbao     | 0:0          | 3:1                 | 2:1            | 2:1         |                 | 1:1 | 2:1         | 1:2              | 1:1         | 3:2          | 0:0           | 3:2             | 4:1               | 7:0            | 2:1        | 0:0         | 0:0            | 3:0             | 4:0       | 1:2        |
| FC Sevilla          | 0:0          | 0:0                 | 0:1            | 0:1         | 1:3             |     | 0:1         | 2:1              | 2:0         | 4:0          | 1:0           | 2:1             | 2:0               | 1:2            | 4:1        | 4:1         | 3:1            | 3:3             | 2:1       | 1:1        |
| FC Valencia         | 0:4          | 1:3                 | 3:0            | 0:3         | 1:0             | 1:1 |             | 2:1              | 2:2         | 3:2          | 0:0           | 2:2             | 4:0               | 1:0            | 3:0        | 3:1         | 3:1            | 5:1             | 3:3       | 0:0        |
| Racing Santander    | 1:1          | 0:1                 | 2:0            | 1:3         | 2:2             | 1:0 | 0:1         |                  | 1:2         | 1:0          | 4:1           | 2:0             | 1:1               | 2:0            | 2:1        | 0:0         | 1:0            | 5:1             | 2:1       | 3:1        |
| Real Oviedo         | 1:3          | 2:5                 | 2:1            | 0:1         | 3:0             | 0:2 | 0:3         | 3:0              |             | 1:0          | 2:1           | 1:1             | 1:1               | 0:1            | 1:0        | 1:2         | 5:0            | 1:0             | 0:0       | 1:0        |
| CD Teneriffa        | 2:3          | 0:1                 | 5:3            | 0:0         | 2:1             | 2:1 | 1:0         | 1:0              | 2:2         |              | 2:1           | 1:1             | 2:1               | 3:0            | 0:0        | 2:0         | 3:1            | 0:2             | 1:0       | 1:0        |
| Real Sociedad       | 2:1          | 0:1                 | 2:2            | 2:0         | 0:0             | 0:0 | 0:0         | 2:0              | 2:2         | 2:1          |               | 2:1             | 1:1               | 0:1            | 2:1        | 2:2         | 1:1            | 1:0             | 1:3       | 1:0        |
| Atlético Madrid     | 4:3          | 0:1                 | 0:4            | 0:0         | 4:2             | 2:4 | 2:0         | 4:0              | 0:3         | 2:0          | 1:2           |                 | 0:0               | 2:0            | 3:2        | 1:0         | 2:0            | 2:0             | 0:0       | 3:0        |
| Albacete Balompié   | 0:0          | 0:0                 | 2:1            | 1:4         | 1:0             | 2:2 | 3:1         | 3:0              | 5:0         | 2:3          | 1:1           | 2:2             |                   | 3:1            | 0:4        | 2:2         | 1:1            | 1:1             | 2:1       | 2:1        |
| Sporting Gijón      | 2:2          | 0:2                 | 0:3            | 2:1         | 0:1             | 0:1 | 2:0         | 0:2              | 0:0         | 1:2          | 3:2           | 1:1             | 1:0               |                | 2:1        | 1:2         | 2:0            | 2:0             | 1:1       | 7:1        |
| Celta Vigo          | 0:4          | 0:0                 | 1:0            | 3:2         | 1:1             | 2:1 | 1:2         | 0:0              | 1:1         | 1:0          | 3:2           | 3:2             | 1:4               | 0:2            |            | 2:0         | 0:0            | 1:2             | 1:0       | 4:0        |
| CD Logroñés         | 0:0          | 0:2                 | 2:2            | 3:4         | 4:2             | 1:1 | 2:0         | 0:1              | 2:2         | 1:2          | 2:0           | 1:0             | 2:2               | 1:2            | 1:1        |             | 1:1            | 0:0             | 2:1       | 3:2        |
| Rayo Vallecano      | 2:4          | 0:0                 | 1:2            | 0:2         | 1:2             | 2:1 | 1:1         | 1:1              | 0:0         | 4:3          | 4:1           | 2:1             | 0:0               | 2:1            | 1:1        | 3:1         |                | 0:1             | 1:2       | 1:0        |
| Real Valladolid     | 1:3          | 0:0                 | 0:0            | 0:0         | 1:1             | 2:2 | 1:1         | 0:3              | 0:0         | 2:0          | 0:0           | 1:1             | 1:0               | 0:1            | 0:0        | 2:0         | 1:3            |                 | 0:2       | 2:1        |
| UE Lleida           | 1:2          | 0:0                 | 0:1            | 2:1         | 1:2             | 0:3 | 1:1         | 0:0              | 1:1         | 1:1          | 1:0           | 0:1             | 0:1               | 1:1            | 0:0        | 1:1         | 0:1            | 1:0             |           | 1:2        |
| CA Osasuna          | 2:3          | 0:0                 | 0:0            | 1:4         | 0:0             | 0:0 | 3:3         | 0:0              | 2:0         | 1:0          | 0:2           | 0:1             | 3:1               | 3:0            | 0:1        | 1:3         | 1:1            | 2:0             | 1:0       |            |

### Relegation
| Datum                |                | Gesamt |                 | Hinspiel | Rückspiel |
| -------------------- | -------------- | ------ | --------------- | -------- | --------- |
| 22. und 28. Mai 1994 | Rayo Vallecano | 01:1*  | SD Compostela   | 1:1      | 0:0       |
| 22. und 29. Mai 1994 | CD Toledo      | 1:4    | Real Valladolid | 1:0      | 0:4       |

- SD Compostela gewann das Entscheidungsspiel gegen Rayo Vallecano am 1. Juni 1994 in Oviedo mit 3:1.

## Nach der Saison
Internationale Wettbewerbe
- 1. – FC Barcelona – UEFA Champions League
- 2. – Deportivo La Coruña – UEFA-Pokal
- 4. – Real Madrid – UEFA-Pokal
- 5. – Athletic Bilbao – UEFA-Pokal
- Gewinner der Copa del Rey – Real Saragossa – Europapokal der Pokalsieger

Absteiger in die Segunda División
- 17. – Rayo Vallecano
- 19. – UE Lleida
- 20. – CA Osasuna

Aufsteiger in die Primera División
- Espanyol Barcelona
- Betis Sevilla
- SD Compostela

## Pichichi-Trophäe
Die Pichichi-Trophäe wird jährlich für den besten Torschützen der Spielzeit vergeben.
| Pl. | Nat.                         | Spieler           | Verein          | Tore |
| --- | ---------------------------- | ----------------- | --------------- | ---- |
| 1   | Brasilien                    | Romário           | FC Barcelona    | 30   |
| 2   | Kroatien                     | Davor Šuker       | FC Sevilla      | 24   |
| 3   | Bosnien und Herzegowina 1992 | Meho Kodro        | Real Sociedad   | 23   |
| 4   | Spanien                      | Carlos Muñoz Cobo | Real Oviedo     | 20   |
| 5   | Spanien                      | Julen Guerrero    | Athletic Bilbao | 18   |

## Die Meistermannschaft des FC Barcelona
| 1.           | FC Barcelona |
| FC Barcelona | - Tor: Andoni Zubizarreta (34/-); Carles Busquets (5/-) - Abwehr: Ronald Koeman (35/11); Albert Ferrer (34/-); Miguel Ángel Nadal (33/-); Jon Andoni Goikoetxea (28/-); Sergi (23/-) - Mittelfeld: Guillermo Amor (37/8); José Mari Bakero (34/5); Pep Guardiola (34/-); Michael Laudrup (31/5); Iván Iglesias (25/4); Eusebio (20/-); Óscar (2/-); Ronnie Ekelund (1/-) - Sturm: Christo Stoitschkow (34/16); Romário (33/30); Txiki Begiristain (20/7); Enrique Estebaranz (14/3); Julio Salinas (7/2) - Trainer: Johan Cruyff |